# Двинський повіт
Двинський повіт (латис. Daugavpils apriņķis, до 1893 р. — Динабурзький, з 1920 р. Даугавпільський) — адміністративно-територіальна одиниця Псковської, Білоруської, Полоцької та Вітебської губернії. Адміністративний центр — місто Двинськ (до 1893 — Динабург).

## Підпорядкування
- Утворений у 1772 році у складі Псковської губернії на території, що відійшла до складу Російської імперії після першого поділу Речі Посполитої.
- З 1776 року — передано до складу Полоцької губернії.
- 1778 року — передано до Полоцька губернія перетворена на намісництво.
- 1796 року — передано до складу Білоруської губернії.
- 1802 року — передано до складу Вітебської губернії.
- 1920 року увійшов до складу Латвії.

## Населення
За даними перепису 1897 року в повіті проживало 237,0 тис. мешканців.
У тому числі: латиші — 39,0 %; євреї — 20,0 %; росіяни — 15,3 %; білоруси — 13,8 %; поляки — 9,1 %; німці — 1,8 %. 1897 року в повітовому місті Двинськ проживало 69 675 мешканців,
1913 — 112 848.

## Адміністративний поділ
Станом на 1913 рік у повіті було 16 волостей:
- Варківська
- Вишківська
- Дагденська
- Ізабелинська
- Капинськая
- Колупська
- Крейцбурзька
- Креславська
- Лівенгофська
- Ліксненська
- Малинівська
- Осуньська
- Прельська
- Ужвальдська
- Унгермуйзька
- Яшмуйзька